# モハメド・ラシュワン
モハメド・アリ・ラシュワン（Mohamed Ali Rashwan、アラビア語: محمد علي رشوان 1956年1月16日 - ）は、エジプトのアレクサンドリア出身の柔道家。得意技は払腰。現役時代は身長198cm。体重140kg。

## 人物

### 柔道との出会い
YMCAでバスケットボールに取り組んでいた17歳の時に、ヨーロッパやアフリカ各地を巡回していた柔道指導者の山本信明に見出されて柔道を始めた。山本はラシュワンに惚れ込んだことから、エジプトにとどまってラシュワンの指導を続けた。ラシュワンが実力を付けてくると、来日させて学生や警察官、実業団で稽古を何度も行わせたが、ほとんど太刀打ちできなかった。それでも1983年の世界選手権無差別で5位になると、1984年5月に来日して講道館の稽古に参加し、その春季紅白試合初段の部で12人を抜く実力を示して注目を受け始めた。

### ロス五輪・山下泰裕戦
1984年8月のロサンゼルスオリンピック男子無差別では決勝まで進み、後に盟友となる世界チャンピオンの山下泰裕と対戦して横四方固で敗れるも、銀メダルを獲得した。この決勝では山下が負傷していた右足を攻めなかったことが話題となり、1984年の国際フェアプレー賞を受賞した。
しかし山下によれば、ラシュワンは一分間攻めずに我慢して山下の焦りを引き出せとの山本の指示を顧みずに、はやる気持ちを抑えきれず試合開始早々に山下の肉離れした右足を払腰で攻めたので、「ケガした右足を気遣って、全く右の技をかけなかったというのは事実ではない」と語っている。ラシュワンが最初の攻撃で右足を狙ったが、山下が普段と逆の左足を軸にして返しに行き、そのまま抑え込みに入って一本勝ちとなった。しかし、山下はこれについて「ラシュワンは決して、卑怯な手段を使っていないし、そもそも、ケガしたところを狙うのは立派な戦略である。」と語っている。一方でラシュワンによれば、普段は左の払腰でフェイントを掛けてから得意の右払腰を仕掛けるが、今回は山下の負傷した右足を考慮して、得意ではない右からの払腰でフェイントを掛けてから左払腰を仕掛けたところ、山下に透かされて寝技に持ち込まれたと語っている。
なお、山下が表彰台に上がろうとした時にラシュワンは手を貸している。また、山下のケガでラシュワンの金メダルを期待していたエジプトオリンピック委員会やエジプト柔道連盟の幹部らは、｢山下と同じ日本の指導者からわざと負けるように指示されたんだろう｣とラシュワンを非難するも、翌日にマスコミがラシュワンをフェアプレーの体現者として賞賛すると態度を豹変させて、｢お前はアラブの誇りだ｣と逆に持ち上げるようになった。

### その後
その後、1985年の世界選手権無差別では決勝で正木嘉美に開始早々の出足払で敗れて2位だった。1987年の世界選手権95kg超級では決勝でソ連のグリゴリー・ベリチェフに判定で敗れた。
1988年のソウルオリンピックでは準々決勝で斉藤仁に横四方固で敗れるなどして7位だった。1989年の世界選手権では準々決勝で小川直也に小外掛で敗れるなどして5位だった。
引退後は国際柔道審判員となり、2008年北京オリンピックにも参加した。
2013年8月、国際柔道連盟（IJF）殿堂顕彰者として表彰された。
2019年5月21日、日本国の春の叙勲に於いてラシュワンに対して旭日単光章が授与されることが日本政府より告示された。
日本人と結婚し、3人の息子をもうけた。

## 主な戦績
- 1981年 - 世界軍人選手権大会　3位
- 1982年 - 世界軍人選手権大会　3位
- 1983年 - 世界選手権　95kg超級　7位　無差別　5位
- 1984年 - ロサンゼルスオリンピック　2位
- 1985年 - 世界選手権　95kg超級　5位　無差別　2位
- 1987年 - 地中海競技大会　95kg超級　優勝　無差別　優勝
- 1987年 - 世界選手権　95kg超級　2位　無差別　5位
- 1988年 - 世界軍人選手権大会　95kg超級　優勝　無差別　優勝
- 1988年 - ソウルオリンピック　7位
- 1989年 - 正力国際　2位
- 1989年 - フランス語圏競技大会　優勝
- 1989年 - 世界選手権　5位
- 1991年 - 地中海競技大会  優勝

（出典）。